# Карлстенська фортеця
Карлстенська фортеця ( швед. Karlstens fästning) — шведська фортеця, розташована на острові Марстрандсон в бохусленських шхерах. 
Після того як Бохуслен відійшов від Данії до Швеції, інженеру Юхану Верншельду було наказано розробити план зміцнення Марстранда . До зведення постійних укріплень передбачалося закласти тимчасові. На горі, яка панує над містом, був спішно побудований дерев'яний Валенський форт, якому вже в 1659 році припало взяти участь у відбитті нападу норвежців. 
У 1666 році замість дерев'яного форту почали зводити башту з чотирма невеликими равелінами. В 1671-1673 роках башта, яка отримала назву Карлстен, була надбудована, і на ній встановили артилерійську батарею. 
Під час  датсько-шведської війни 1675-1679 років форт був змушений 23 липня 1677 року капітулювати перед військами Гюлленлеве, який з двома тисячами солдатів і сотнею гармат обложив місто. Облога тривала три тижні.
У 1681 році почалося зведення більш серйозних укріплень. За кресленнями коменданта Фреліха було зведено велику вежу; інші роботи велися згідно з планом, розробленим інженером Еріком Дальбергом. Вже у 1689 році фортеця була майже готова. Пізніше були зведені капоніри, зовнішні укріплення і ложементи.
10 липня 1719 року в ході Північної війни на Марстранд скоїв напад данський флот під командуванням Торденшельда. Легко зайнявши місто, він не міг нічого вдіяти з фортецею, тому пустив чутку, що до нього прибуває велике підкріплення і тим самим змусив коменданта Данквардта капітулювати. Після укладення миру в 1720 році Карлстенська фортеця була повернута шведам, і в ній було усунуто ті небагато ушкоджень, які вона отримала в ході війни. У 1779 році в конструкцію вежі були внесені зміни, щоб вона могла виконувати і роль маяка. В 1834 році було прийнято рішення посилити фортифікаційні споруди фортеці, і ці роботи тривали аж до 1851 року. 
Коли вітрильні судна почали відходити в минуле, а загроза з боку Данії зійшла нанівець, значення Карлстенської фортеці впало. У зв'язку з цим у 1878 році Фортифікаційний комітет вирішив перевести гарнізон фортеці у Ваксхольм і Карлсборг. 1 травня 1882 року гарнізон залишив фортецю. Її озброєння було вивезено в Карлсборг. Восени 1906 року частина фортечних приміщень було відведено під Марстрандську школу юнг, яку почали організовувати в 1907 році. Школа проіснувала до 1937 року, після чого була закрита. 

Протягом своєї історії Карлстенська фортеця слугувала також і в'язницею. В ній містилися особливо небезпечні злочинці і політичні в'язні. Зокрема, саме тут з 1813 до кінця 30-х років утримувався відомий грабіжник Лассе-Майя. У 1855 році останніх фортечних ув'язнених перевели в Гетеборг, оскільки шведський уряд не бажав присутності небезпечних злочинців у важливому для оборони держави місці в ході можливих ускладнень, пов'язаних з Кримською війною, що тривала.

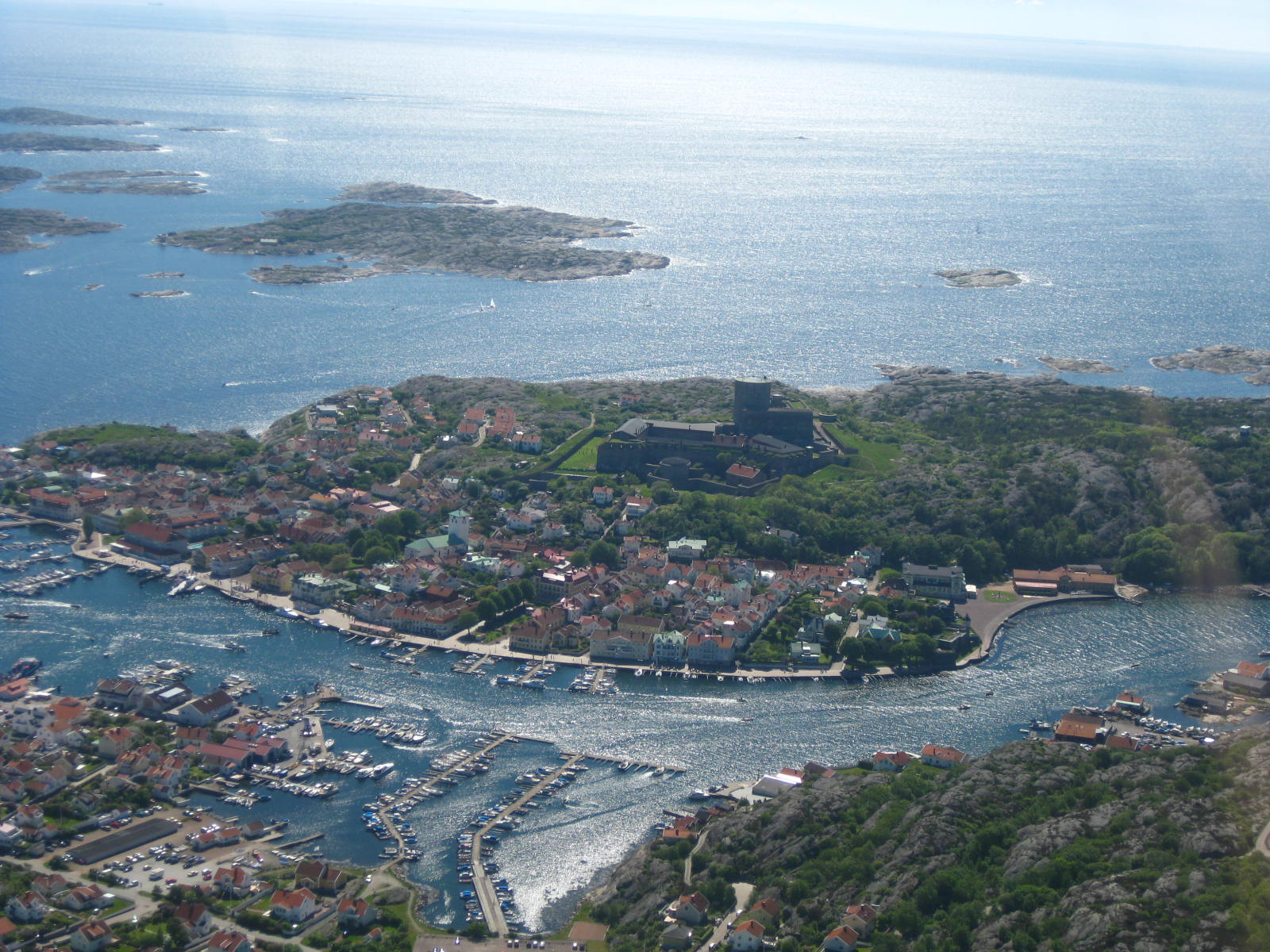
Вид на фортецю з висоти пташиного польоту
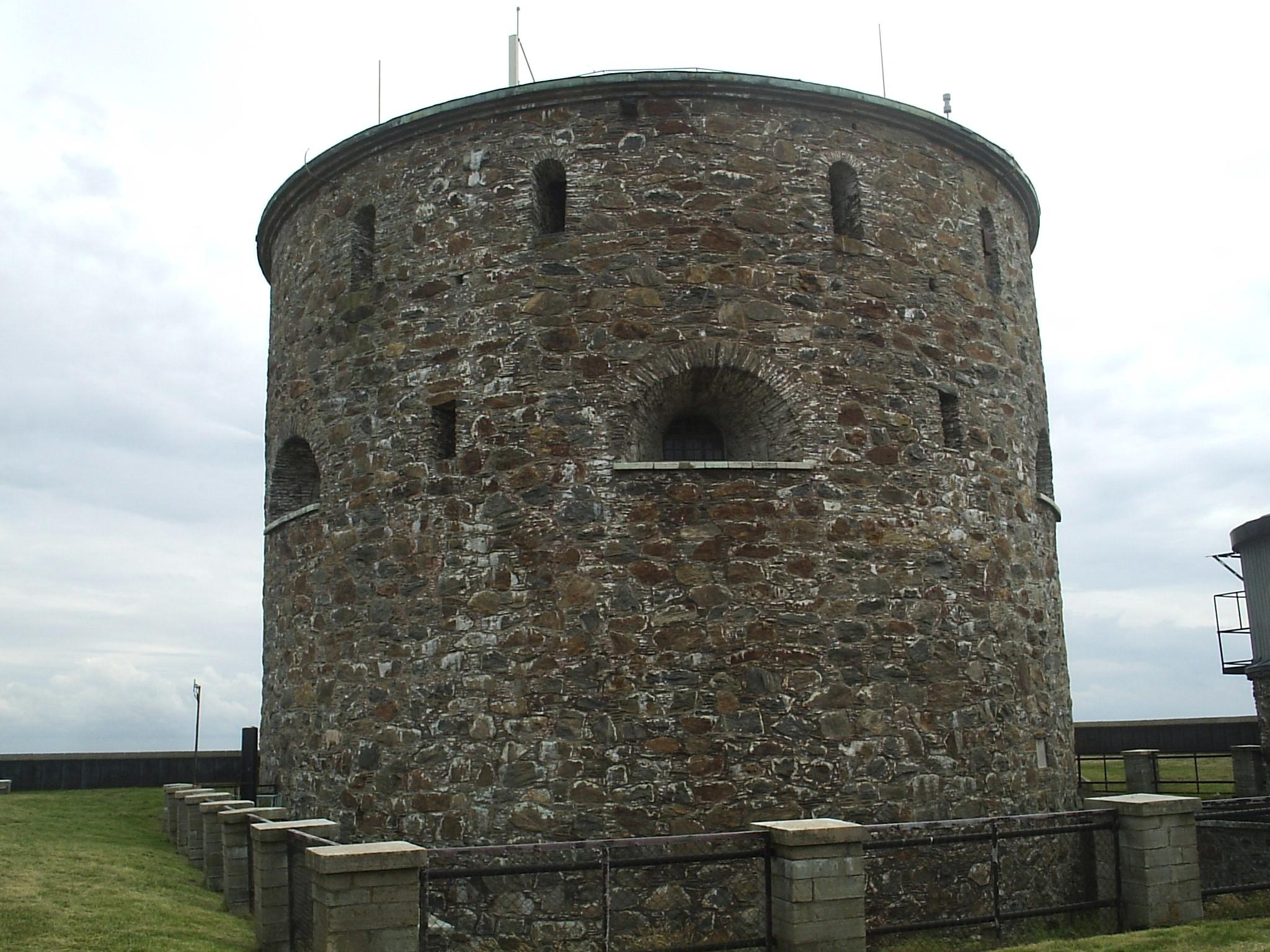
Башта
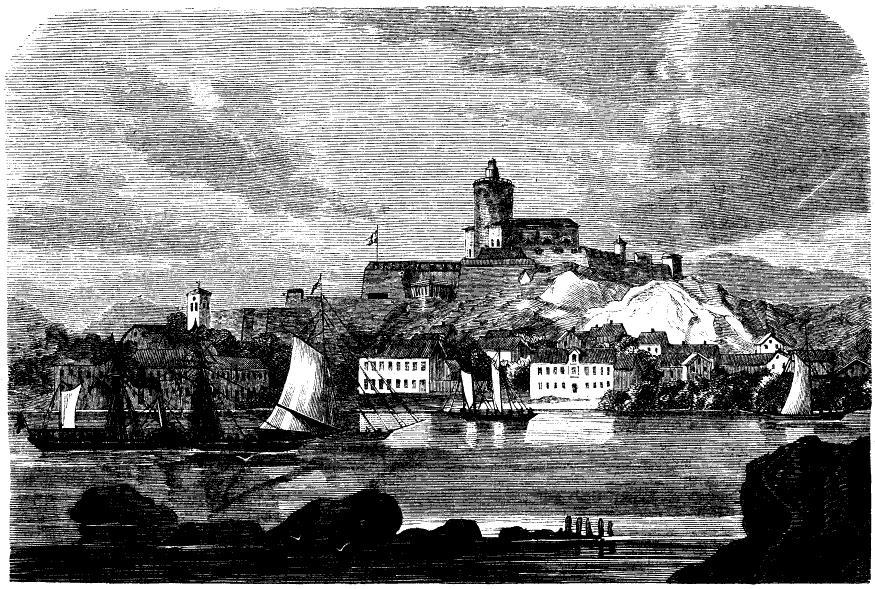
Фортеця в середині XIX ст.
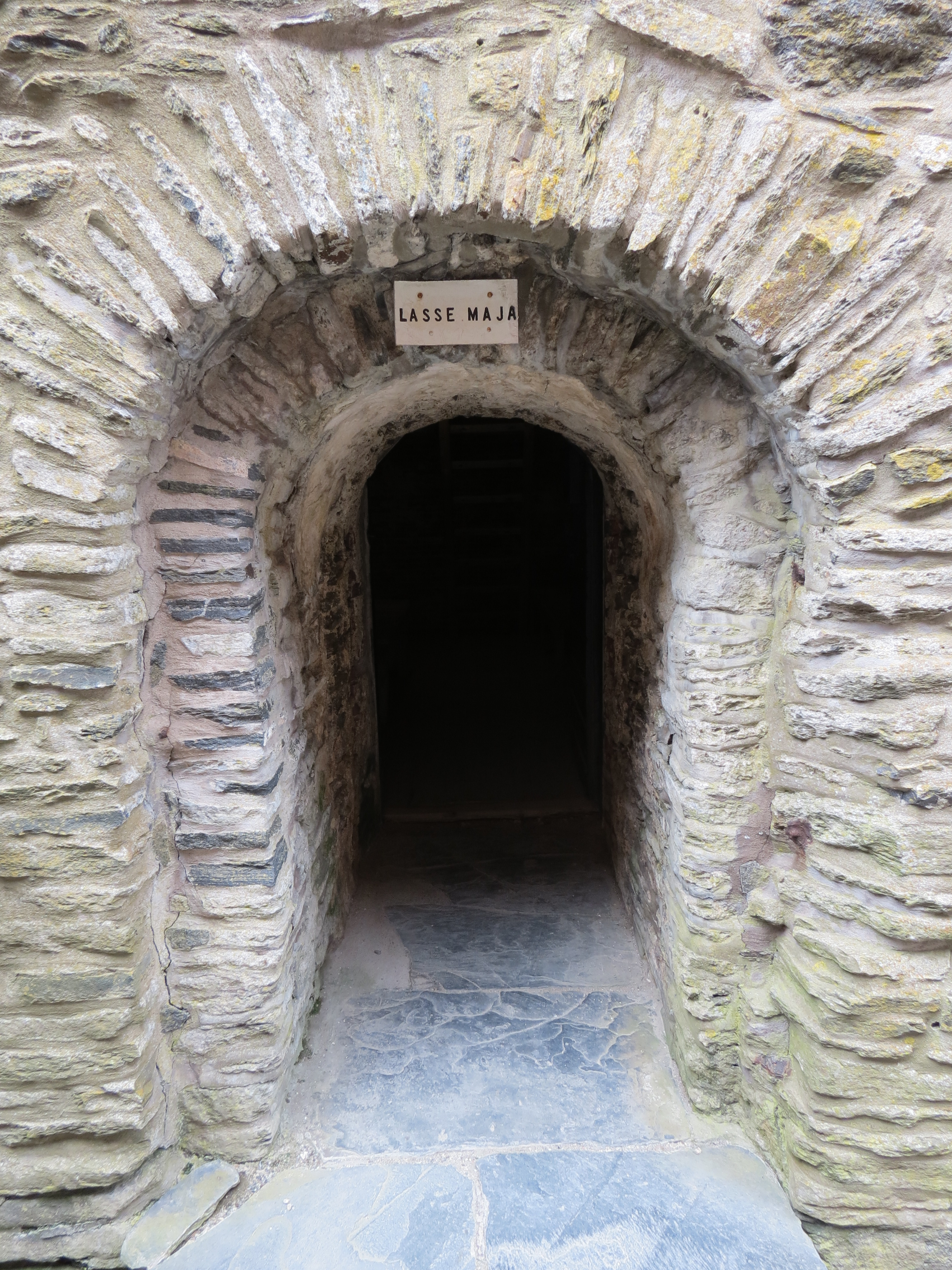
Камера Лассе-Майї